# Culicoides amossovae
Culicoides amossovae är en tvåvingeart som beskrevs av Remm 1971. Culicoides amossovae ingår i släktet Culicoides och familjen svidknott. Inga underarter finns listade i Catalogue of Life.